# 謝特臣·費南迪斯
謝特臣·卡華路·費南迪斯（葡萄牙語：Gedson Carvalho Fernandes，1999年1月9日—）為葡萄牙足球員，司職中場，現效力於俄超球會莫斯科斯巴達。

## 球會生涯
2008年，費南迪斯在葡萄牙球會SC Frielas展開他的球員生涯，並於1年後進入賓菲加的青年軍系統。至2017年，費南迪斯列入球會預備隊。同年2月11日，他在賓菲加B隊對艾維斯的葡甲賽事完成職業生涯首次上陣。
在2018-19球季，費南迪斯被晉升往球會一隊，並在歐冠外圍賽第三圈首回合主場比賽正選上陣，該場比賽球隊以1-0戰勝費倫巴治。一星期後的次回合比賽費南迪斯更於26分鐘攻入一球，協助球隊以1-1的賽果晉級淘汰賽階段。
2020年1月15日，費南迪斯被租借往英超球會熱刺，為期18個月。

## 榮譽
本菲卡
- 葡萄牙足球超级联赛：2018–19年
- Campeonato Nacional de Juniores：2017–18年[5]

國家隊
- 歐洲U-17足球錦標賽: 2016年

個人
- 2016年歐洲U-17足球錦標賽最佳陣容[7]
- 葡萄牙足球超级联赛 – 每月最佳年青球員：2018年8月[8]

## 外部連結
- Soccerway資料庫：謝特臣·費南迪斯
- Benfica official profile（页面存档备份，存于）
- 謝特臣·費南迪斯於ForaDeJogo的個人資料
- National team data（页面存档备份，存于） （葡萄牙文）
- 謝特臣·費南迪斯在 National-Football-Teams.com 上的出场纪录